# معركة لاتانين
هي المعركة الاولى ضد حملات محمد باشا عصر الامام عبدالله الاول في الدولة السعودية الاولى وقبل معركة وادي الصفراء عصر الامام سعود الكبير كانت بين الامير الوالي السعودي محمد ابن دهمان الشهري بتكليف ابنه قائد الجيش الامير ناصر و بين الوالي الالباني للعثمانية محمد علي باشا بتكليف ابنه طوسون قائد حملات اسقاط الدولة المبارزة لدولته العثمانية و اُقيمت المعركة عام 1811م بلاد بني شهر وادي لاتانين

## أحداث الحرب وقصتها بدور الامير ناصر
كان اقليم تهامة مخزن قوة الدولة وتنقسم تهامة الى عدة امارات تابعة للدولة مثل إمارة عسير وميرها طامي ابن شعيب و إمارة بيشة قبل سيطرة ابن دهمان الشهري الامير سالم ابن شكبان وإمارة جازان وأميرها حمود ابو مسمار وإمارة تتواجد بأول الحدود بين تضاريس تهامة والحجاز امارة رجال الحجر واميرها محمد ابن دهمان تلك الامارة تميزت بوساعتها و قوتها التي اسسها ابن دهمان بالدم والسيف فاعتُبرت اول محطة الى قائد الحملات طوسون امام اشد امارة حربية بحجة عصيان بني شهر طاعة الاتراك ورفضهم خيانة السعوديين لكن وبالرغم من حماس السعوديين الا ان التوتر كان حاظرا فأذاع شجاع ابيات مهيبة شيدها بشرف عبّر عن اختياره بين الخيانة او التصدي :
ندرا الخطأ ما دام قدر وشيمات .. نعطي الجار والضيف مسبوق
وإن كان في الأطراف بيعٍ وشريات ..قمنا برد الفعل والكيل مطبوق
نشرب دلال البن صفر المصبات .. وننطح رجالٍ عندهم للوفاء ذوق
يا ناشد عنا بالايادي علامات .. سيوف و رماح و بارود مسحوق
يبشر بنا الداعي إلى شب غارات ..يبشر بجيشٍ مثل رعد و باروق
ما قال بن دهمان ما فيه ميلات ..وأنا على عهدي مع الشيخ موثوق
وقايل كن بن دهمان قد مات ..مطرود غايات الرجاجيل ملحوق
انشدها الامير محمد ابن دهمان والي الدولة السعودية الاولى برسالة واضحة اعلن الحرب وقبول شرف الدفاع عن دولته و ارضه فقام بفعل حركة ذكية عندما رأى ان والي الدولة العثمانية محمد باشا الذي مكتفي بارسال ابنه طوسون باشا فاعلن الامير محمد الشهري تكليف ابنه ناصر الشهري وبمباركة الامام راقبت الاخبار من فرق الاستطلاع الخاصة بالقبائل و الامارات الا انهم رأوا حماسة و إقدام الامير ناصر بحزم و عزم و كان يُلهم جيشه و يُنشد لهم و لم يخفى عنهم لحظة فوصلوا ارض المعركة التي اُسميت بأسم الوادي لاتانين و تقابل الامير ناصر بقائد بسيط رتبته بكباشي اسمه محمود بيك ذلك الشيء اغضب الامير ناصر لاستخفاف الالبان بالدولة السعودية فلقن الامير ناصر تلك الحملة درسا اراق دماء تلك الجنود المدربة و ودع البكباشي محمود بيك الذي هرب بمفرده الى قائده طوسون فاقداً كل شيء احدثت تلك المعركة ضجة تحدث عنها الكثير وبسببها تمت تسمية شارع بتركيا بأسم محمود بيك و انشد الامير محمد ابيات خالدة
لنا في الوفاء عادة وعودة
و اعلى مهمات .. نحن رجال الحجر
نخشى المعابه وإن مات
بني شهر بالحرب صولات جولات ..
ياكم ردعنا عصب جور البوق
إن صار في الافلاج صايح
ونبّات .. نفزع كلمحبين للشوق
عذاب السبايا نهار الغصيبه ..
نهار التقى المحملين التعيبه
كسرنا العساكر واخذنا الغنايم ..
واخذنا الجمال و خيولا غصيبه
رجال القبايل على اغلى الذلايل ..
بكل نبته وحن نعتزي به
يا ناصر المنع تسلم يمينك ..
وفعلك بالترك كلن دري به
عبا في الاتانين يوم مشيّب ..
نهار التقى المحملين التعيبه
نهار الحشاير يلوف العــشاير .. بطعن وضرب اللجيني وشيبـه
قعدنا ثمانين يوم بلا ماء ..
وننحر من البل و نشرب حليبه
كانت تلك المعركة من مسببات عزيمة القتال في المعارك التي ظهرت بعدها كالاشقاء البقوم بتربة عندما اراقوا دماء طوسون نفسه مما جعل الوالي محمد باشا نفسه يأتي و يتصارع مع شخصيات بارزة بجانب ابن دهمان كطامي و بخروش و ابن شكبان و ابن حابش والخ واستطاعوا المقاومة والمباسلة و كسروا الكثير من جيش محمد باشا و هزموه بالكثير من المعارك حتى جائت المعركة الفاصلة بسل و قُبض على الامير ناصر كأول بطل بغدرة و تم إعدامه قبل الولآت.